# Наташа Деметріу
Наташа Шарлотта Деметріу (англ. Natasia Charlotte Demetriou) — британська комікеса, акторка та сценаристка. Найбільш відома ролями вампірки Наді в комедійному серіал FX «Чим ми займаємося в тінях» (від 2019 року) та Софі в ситкомі Channel 4 «Stath Lets Flats» (з 2018), який знімає її брат Джеймі Деметріу.

## Раннє життя
Натасія Шарлотта Деметріу народилася в Лондоні в сім'ї матері-англійки та батька-грека-кіпріота. Вона виросла в Північному Лондоні. Її молодший брат, Джеймі Деметріу, комік і актор, з яким вона часто співпрацює. Вона вивчала акторську майстерність в університеті Лідса. Перш ніж стати професійною комікесою, Деметріу працювала візажисткою, зокрема над музичними відео для Boy Better Know.

## Кар'єра
Дебютне шоу Деметріу, You'll Never Have All of Me, виграло нагороду Skinny Debutant Award на Единбурзькому фестивалі Fringe у 2014 році. Вона була давньою членкинею комедійної скетч-групи Oyster Eyes і писала сценарії для Анни та Кеті та The Midnight Beast. Деметріу дебютувала на телебаченні в 2013 році. У 2015 році вона була в пілотному комедійному скетч-шоу People Time на BBC Three з Еллі Вайт, разом зі своїм братом Джеймі Деметріу, з Клаудією О’Доерті, Ліамом Вільямсом, Алістером Робертсом і Дараном Джонсоном.
У 2018 році вона зіграла сестру Стета свого реального брата Джеймі Деметріу в ситкомі Channel 4 Stath Lets Flats про сімейних агентів з нерухомості, який написав і створив її брат. 11 травня 2020 року в Інтернеті було випущено спеціальну міні-серію «блокування» через пандемію COVID-19. На церемонії вручення нагород BAFTA 2020 Стет Летс Флетс отримав три нагороди: найкращий актор у комедії, найкращий сценарист комедії та найкраща комедія за сценарієм.
У 2019 році Деметріу також знялася та написала сценарій комедійного скетч-шоу BBC Three «Еллі та Наташа», натхненного соціальною тривогою та життям жінки в сучасному суспільстві, з Еллі Вайт. У березні 2020 року повідомлялося, що BBC замовила серіал із шести серій, але це було відкладено через пандемію COVID-19.
З березня 2019 року Деметріу грає роль Наді, вампірки греко-ромського походження, у комедійному серіалі жахів FX, який отримав визнання критиків «Чим ми займаємось у тінях». Серіал створили Джемейн Клемент і Тайка Вайтіті на основі однойменного фільму 2014 року. У псевдодокументальному фільмі розповідається про трьох вампірів (Ласло, Надя та Нандор), які живуть у будинку на Стейтен-Айленді та намагаються впоратися з сучасним Нью-Йорком, разом із енергетичним вампіром (Колін) і людиною, знайомою Нандора (Гільєрмо). У серіалі знялися Кайван Новак, Метт Беррі, Харві Гілен і Марк Прокш. Другий сезон з десяти епізодів дебютував у квітні 2020 року.
Починаючи з 18 травня 2020 року, Деметріу та Вік Рівз були співведучими неавторизованого конкурсного реаліті-шоу Netflix The Big Flower Fight. Серія з восьми частин передбачає 10 пар конкурсантів у конкурсі на вибування, що включає величезні квіткові інсталяції, а переможець збирається розробити інсталяцію, яка буде виставлена в лондонському Королівському ботанічному саду Кью.
У 2021 році Деметріу була регулярною учасницею «Цього разу з Аланом Партріджем», де зіграла кокетливу візажистку на ім’я Тіфф.

## Особисте життя
Деметріу живе в Північному Лондоні зі своїми собаками. Серед її хобі — садівництво.

## Вибрана фільмографія
- 2019—2021 — Чим ми займаємося в тінях
- 2018—2021 — Stath Lets Flats
- 2021 — This Time with Alan Partridge
- 2019 — Ellie & Natasia
- 2019 — The Road to Brexit
- 2016 — Year Friends